# Porte de Bagatelle
La porte Bagatelle est une porte de Paris, en France, située dans le bois de Boulogne et rattachée au 16e arrondissement. 

## Situation et accès
La porte de Bagatelle est située à l'orée du bois de Boulogne et localisée à 200 m à l'est de la porte de la Seine et 400 m à l'ouest de la porte de Madrid. Elle se situe sur le boulevard Richard-Wallace, entre Paris et Neuilly-sur-Seine, et se prolonge par la rue de Longchamp au nord et la route de Sèvres-à-Neuilly au sud.
La porte de Bagatelle constitue un important accès au bois de Boulogne à partir de Neuilly-sur-Seine. Elle donne sur le champ d'entraînement de l'hippodrome d'Auteuil, le club des Archers de Paris, ainsi que le château et le parc de Bagatelle.
La porte de la Seine n'a aucun accès aux voies du périphérique.

## Historique

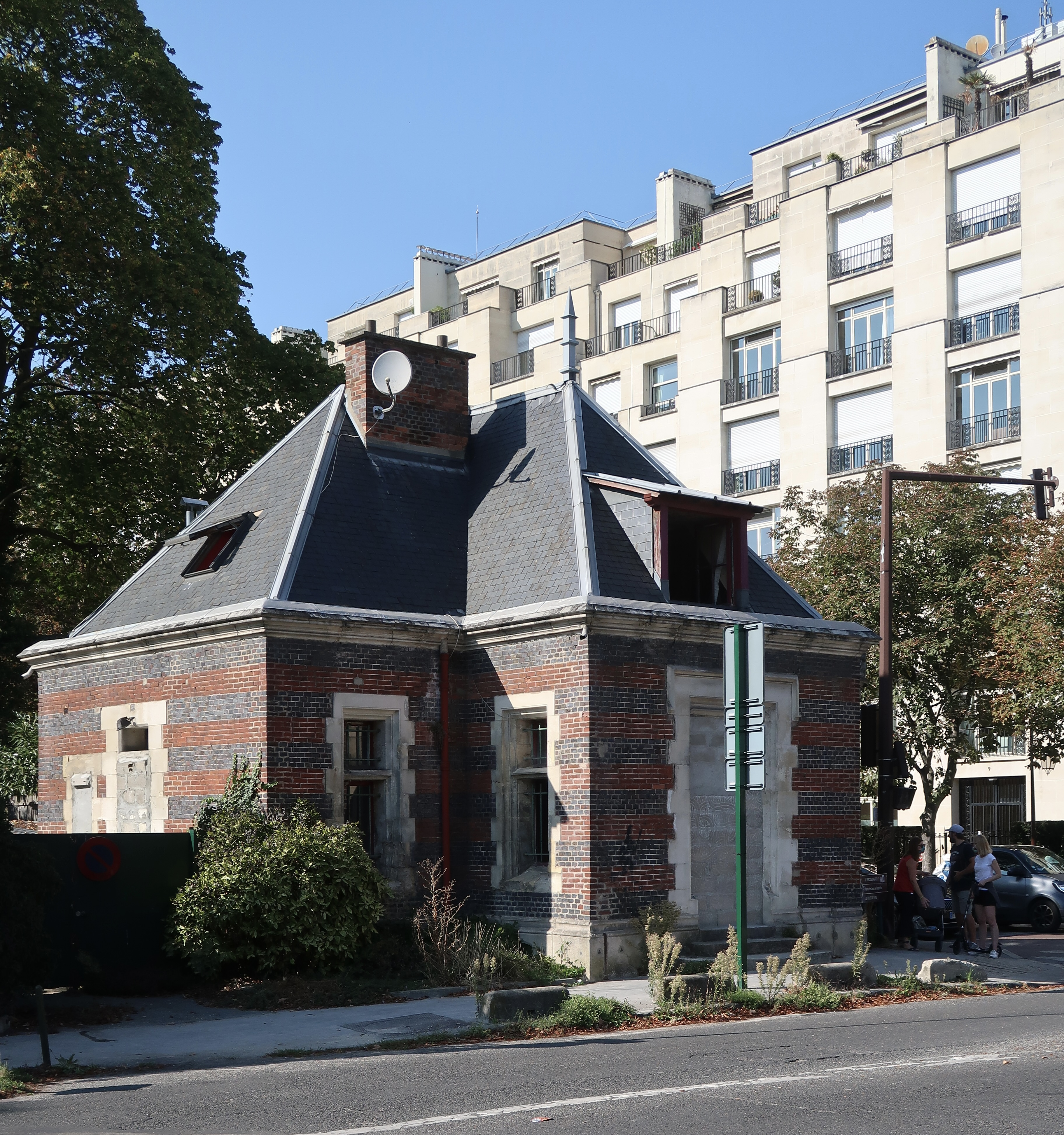
Ancien pavillon.

Étant l'une des portes d'entrée nord-ouest du bois, elle ne faisait pas partie de l'enceinte de Thiers.
Située autrefois sur le territoire de Neuilly-sur-Seine, elle est annexée à Paris par décret du 18 avril 1929.
S'y trouve un des anciens pavillons d'entrée du bois de Boulogne, créés par l'architecte Gabriel Davioud dans le cadre des travaux haussmanniens, sous lesquels a lieu le réaménagement du bois.